# Müllenbachtal/Kaulenbachtal
Das Naturschutzgebiet Müllenbachtal/Kaulenbachtal liegt im Landkreis Cochem-Zell in Rheinland-Pfalz und dort in den Gemarkungen Alflen, Büchel, Laubach und Müllenbach.
Das Gebiet erstreckt sich östlich, südöstlich und südlich von Müllenbach entlang des Müllenbaches und des Kaulenbaches. Westlich des Gebietes verläuft die Landesstraße L 52, nordöstlich die Kreisstraße K 14, die L 52 und die A 48 und südöstlich die L 100.

## Bedeutung
Das etwa 165 ha große Gebiet wurde im Jahr 1988 unter der Kennung 7135-013 unter Naturschutz gestellt.
Schutzzweck ist die Erhaltung des Gebietes als Standort seltener in ihrem Bestand bedrohter wildwachsender Pflanzen und Pflanzengesellschaften sowie als Lebensraum bestandsbedrohter Tierarten und aus wissenschaftlichen Gründen.